# 藤本義一"ここがおかしい"
『藤本義一"ここがおかしい"』（ふじもとぎいちここがおかしい）は、2007年4月スタート(終了時期不明)の、作家の藤本義一がパーソナリティを務めたラジオ番組。
以前より全国各地のAMラジオ局で放送されていた『藤本義一"聞きすて御免"』の後継番組（1985年のスタート当初は『藤本義一の″男が切れ味かくし味″』というタイトルだった）。
放送時間は各放送局で異なっていた。また、番組改編期において、放送時間が早朝から夕方に変更される局があったり、夕方から昼間に変更される局もあったりと、流動的であった。
また、帯番組として放送される局と、週末の穴埋め的番組として放送される局の2パターンあるが、これは、基本的には同じ内容のトークを編集しているだけであり、わざわざ別に収録をしているわけではない。なお、帯番組の場合、1回の放送時間は5分間であるが、その中にテーマ音楽やCM（一部の局ではフィラー）があるため、藤本のトークの時間は、1回2分程度となる。
2010年から一部の局では「義一の"ジャーナルJAPAN"」（ぎいちのジャーナルジャパン）と改題する局があったが、内容はまったく同じである。
この番組の終了前後に「蟹瀬誠一の"ジャーナルJAPAN"」（かにせせいいちのジャーナルジャパン）という番組が存在していたが、当番組との関連は不明。

## 概要
- 基本的に、『藤本義一"聞きすて御免"』時代とコンセプトは全く変わっていない。アシスタント、ゲストもなく藤本の独演会の体裁を取り入れている。
- 最初に藤本義一による一人しゃべりから始まるが、日によって長さが違う。その後主題曲が流れて、タイトルコールの後、CM（一部の局ではフィラー）。
- その後、藤本によるトーク。トークが終わると、CM（一部の局ではフィラー）。
- エンディングは「"ここがおかしい"、おしゃべりは、作家、藤本義一さんでした。」（局によっては「"ここがおかしい"」の箇所を「"ジャーナルJAPAN"」に替える局もある）のタイトルアナウンスで番組が終了する。

## テーマ曲
- MALTA「スカイ・ウォーカー」

## 全国オンエア局一覧
※印は「義一の"ジャーナルJAPAN"」名義で放送する局。
- 青森放送 土曜6:00 - 6:15（2010年1月2日 -2010年3月 。2007年4月2日 - 2009年4月3日までは、月曜 - 金曜 17:45 - 17:50で放送。『ほっとインフォメーション』に続きステーションブレイク無しで放送されていた〔『聞きすて』時代から引き続き〕。2009年12月まではネット中断）
  - なお、帯番組時代の『ほっとインフォメーション』のPTスポットCM（17:45から）は当番組終了後に放送。ただし、2008年から17:44.30から60秒のCMが放送されていた。
- 岐阜放送 日曜 7:15 - 7:30　（独立局）
- ※四国放送 土曜6:15 - 6:30（2010年4月よりネット再開。2007年4月-2008年3月には月曜 - 金曜 11:35 - 11:40に『藤本義一の"ここがおかしい好奇心"義一流（ふじもとぎいちのここがおかしいこうきしん ぎいちりゅう）』として放送された他、『聞きすて』時代に一時期ネットあり。ネット再開局）

2008年3月31日より新規ネット、2009年3月27日までは月曜 - 金曜6:55 - 7:00、2009年10月3日までは土曜14:30 - 14:45、2010年4月4日までは日曜 18:00 - 18:15
- ※長崎放送 月曜-金曜16:45-16:50
- 熊本放送 土曜6:51 - 7:00（2009年4月より新規ネット）
- 琉球放送月曜 - 金曜5:15 - 5:20（2009年4月6日 - ）

### 過去のネット局
- ※秋田放送 土曜 17:50 - 18:00
- 東北放送 月曜日 18:10 - 18:25（2008年4月 - ）（2007年4月 - 9月は月曜日18:30 - 18:45、2007年10月 - 2008年3月は日曜18:45 - 19:00）
- ラジオ福島 日曜 8:10 - 8:25（2007年4月 - 9月）
- 茨城放送 日曜 6:15 - 6:30　（2007年10月 - 2008年12月、2009年4月 - 2011年3月）
- 信越放送 月曜 - 金曜 16:40 - 16:45（『聞きすて』時代から引き続き、終了時期不明）
- 新潟放送 日曜 9:30 - 9:45（『聞きすて』時代に一時期ネットあり　2007年4月 - 2008年3月）
- ※北陸放送　土曜7:10-7:25
- 北日本放送 土曜 15:50 - 16:00　（2007年10月6日 - 2009年9月、新規ネット、2008年3月までは土曜9:00 - 9:05）
- 静岡放送 日曜 11:15- 11:30　（一時放送休止していたが2010年1月より放送再開）
- 山陽放送 土曜 8:20 - 8:30（『聞きすて』時代に一時期ネットあり、ネット再開局）（2007年4月 - 2008年3月）
- 西日本放送 月曜 18:20 - 18:30
- 宮崎放送 月曜 - 金曜 11:35 - 11:40（『聞きすて』時代から引き続き - 2009年3月）
- 南日本放送 月曜 - 金曜 13:00 - 13:05（『聞きすて』時代から引き続き- 2010年3月）